# Библия Отто Генриха
Библия Отто Генриха (нем. Ottheinrich-Bibel) — иллюминированная рукопись Нового завета, считающаяся первым изданием на немецком языке подобного рода. Созданная в 1425—1430 годах, библия получила своё распространённое название в честь своего самого известного владельца, курфюрста Отто Генриха Пфальцского.

## История

### Создание
С уверенностью можно утверждать, что манускрипт был создан по приказу герцога Баварско-Ингольштадтского Людвига VII Бородатого. Подтверждением этому служат гербы Баварии и Франции, изображённые на переплёте и форзаце, а также французский девиз фр. De bon ceur vray sans repentir a tout iour — в период с 1391 по 1415 годы Людвиг VII прожил во Франции при дворе своей сестры королевы Изабо и её мужа Карла VI. Там он стал библиофилом, а вернувшись в Германию выстроил в Ингольштадте замок во французском стиле и собрал коллекцию рукописей.
В XV веке Бавария, разделённая на три герцогства, была ареной династических конфликтов, в которых удача была не на стороне Людвига VII. Проиграв своему сопернику герцогу Генриху XVI, Людвиг умер в 1447 году в тюрьме Бургхаузена. Это может объяснить, почему первоначальная работа над рукописью осталась незавершённой. Опись книг Людвига, составленная в 1446 году насчитывает пять рукописей на немецком языке, последняя из которых имеет следующее описание: нем. Item sunst hat man auch ein püch mit hertzog Ludwigen gein Burkhausen gefürt und ist novum et vetus testamentum deutsch. Эта книга была переслана Людвигу в Бургхаузен. Утверждать, что она является Библией Отто Генриха с уверенностью нельзя, так как последняя, в том виде как она нам известна, не включает Ветхий завет. В то время она ещё была однотомна (нем. ein püch).

### Дальнейшие владельцы
После смерти Людвига VII его владения достались его кузену Генриху XVI, затем его сыну и внуку, Георгу Богатому. Вероятно, незавершённая библия наследовалась по этой линии. После смерти Георга баварские земли были объединены представителем другой линии Виттельсбахов герцогом Альбрехтом IV, а владения и коллекция предметов искусства в Нойбурге достались внуку Георга, пфальцграфу Отто Генриху. Последний и стал первым несомненным владельцем библии.
В 1530 году Отто Генрих дал заказ художнику Матиасу Герунгу закончить оформление рукописи. Известно два контракта с Герунгом, датированные 23 декабря 1530 и 24 сентября 1531. Унаследовав в 1556 году Курпфальц, Отто Генрих, вероятно, перевёз библию в Хайдельберг, так как известно датированное 1581 годом упоминание о похожей книге в инвентарной описи библиотеки Собора Святого Духа. Затем подобная запись в 1610 году есть для личной курфюрстской библиотеки.
Хайдельберг сильно пострадал во время Тридцатилетней войны. В течение краткого периода в 1621—1622 библия находилась в руках папы Григория XV в Ватикане вместе с Палатинской библиотекой. Затем в сентябре 1622 года город был завоёван баварскими войсками под предводительством графа Тилли, и уже в конце ноября драгоценная книга вместе с прочими оставшимися рукописями была доставлена в Мюнхен в библиотеку курфюрста Максимилиана I, чьи гербы можно теперь видеть на задней обложке.
В 1632 году шведская армия захватила Мюнхен, и Библия Отто Генриха попала в руки короля Густава II Адольфа, который подарил её герцогу Вильгельму IV Саксен-Веймарскому. Таким образом, книга сначала появилась в Веймаре, а затем, когда Вильгельм подарил её своему брату, герцогу Эрнсту I Саксен-Готскому, который перевёз её в свой двор в Готе.
Передаваясь в роду герцогов Саксен-Гота-Альтенбургских, библия перечислена в описях книг 1704, 1709 и 1714 годов среди книг внука Эрнста I, Фридриха II. Со смертью праправнука Фридриха II книга перешла в линию герцогов Саксен-Кобург-Заальфельдских, к герцогу Эрнсту I, при котором началось изучение библии Отто Генриха. В 1836 году появилось первое её описание. В 1860-х годах средневековые переплёты были убраны, хотя и продолжали сохраняться в Готе, а сама книга была разделена на 8 небольших томов согласно единству стиля иллюминаций. Это позволило производить демонстрирование и изучение книги в разных местах. С конца XIX века Библия Отто Генриха стала широко известна как одна из важнейших немецких книг позднего Средневековья.

### Последние события
В 1936 году пять томов библии были переданы временно из Готы в Курпфальцский музей Хайдельберга в обмен на два полотна Лукаса Кранаха, впоследствии экспроприированных Красной Армией во время Второй мировой войны. Рукописи герцогская семья успела вывезти в Западную Германию, где они сохранялись в Фонде Саксен-Кобург-Годской династии. Тома I, II и VII были в 1950 году приобретены Баварской библиотекой, их факсимиле было опубликовано в 2002 году. Остальные тома, периодически появляясь на специализированных выставках, оставались последними рукописями Палатинской библиотеки, остающимися в частных руках.
4 декабря 2007 года на аукционе Sotheby's должна была состояться продажа пяти Саксен-Кобург-Готских томов. Оценочная стоимость лота составляла приблизительно 2 миллиона фунтов стерлингов. 30 ноября 2007 года появилось сообщение, что Баварская библиотека смогла собрать необходимую сумму и выкупить это сокровище немецкой культуры.

## Описание
Текст рукописи включает немецкий перевод Нового завета с латинской Вульгаты и является крупнейшим дошедшим до нас манускриптом библии до-лютеровской эпохи.